# Sestrica
Sestrica è un comune spagnolo di 401 abitanti situato nella comunità autonoma dell'Aragona.